# Druvjuice

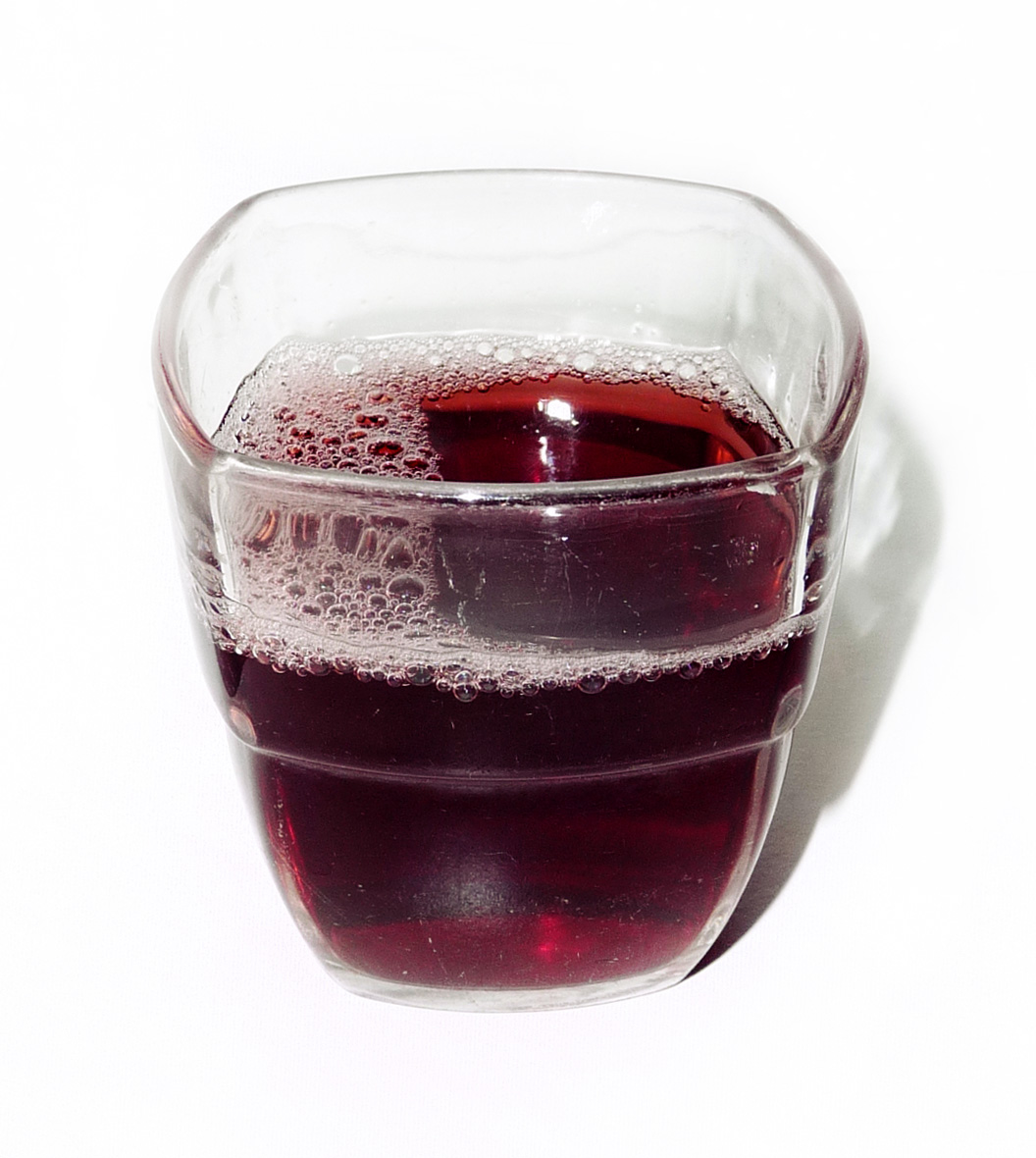
Ett glas lila druvjuice.

Druvjuice erhålls genom att krossa och blanda druvor till en vätska. Sockret i druvjuice gör att det kan jäsas och göras till vin, konjak eller vinäger.

## Religion

### Katolska kyrkan
Katolska kyrkan använder inte druvjuice i sakramentet eftersom de tror att bröd och vin bokstavligen blir Jesu Kristi kropp och blod, en dogm som kallas transsubstantiation. Därför antas det att användning av druvjuice hindrar transsubstantiationen från att faktiskt äga rum.

### Protestantismen
Vissa protestantiska grupper använder druvjuice i nattvarden. 

### Judendomen
Även om alkohol är tillåtet i judendomen, används druvjuice ibland som ett alternativ för kiddush på sabbat samt judiska helgdagar, och det har samma välsignelse som vin. Många experter hävdar emellertid att druvjuice måste kunna förvandlas till vin naturligt för att kunna användas för kiddush. Vanlig praxis är dock att använda valfri druvjuice för kiddush så länge det är kosher.